# Orford String Quartet
Orford String Quartet var en canadisk strygekvartet, der var aktiv fra 1965 frem til 1991. Den formåede at blive den ledende strygekvartet i Canada, og den blev velkendt internationalt.

## Medlemmer
- Andrew Dawes, førstviolin
- Kenneth Perkins, andenviolin
- Terence Helmer, bratsch (1965 - 1986)
- Marcel Saint-Cyr, cello (1965 - 1980)
- Denis Brott, cello (1980 - 1988)
- Paul Pulford, cello (vikar, 1988)
- Desmond Hoebig, cello (1989 - 1991)
- Robert Levine, bratsch (1986 - 1987)
- Sophie Renshaw, bratsch (1987 - 1991)

## Udvalgt diskografi
- Mozart: String Quartets, Doremi Catalog DHR6601/2
- Schubert Quintet in C, with Ofra Harnoy
- Schafer: 5, Five String Quartets of R. Murray Schafer, with soprano Rosmarie Landrie, Centrediscs Catalog CD-CMCCD 39/4090 (1990)
- Beethoven: The Complete Quartets, Delos Catalog DE3039 (1994)